# Dustbot
Dustbot是一款家用垃圾收集机器人，可通以过智能电话或者短信向其发送指令，Dustbot收到指令后，通过全球定位系統自动走到客户位置，收集垃圾并且送到垃圾桶。Dustbot还安装有环境传感器，能夠检测沿途污染程度。原型机曾在意大利、瑞典、韩国和日本进行试验，Dustbot项目由欧洲联盟委员会资助。

## 试验和操作

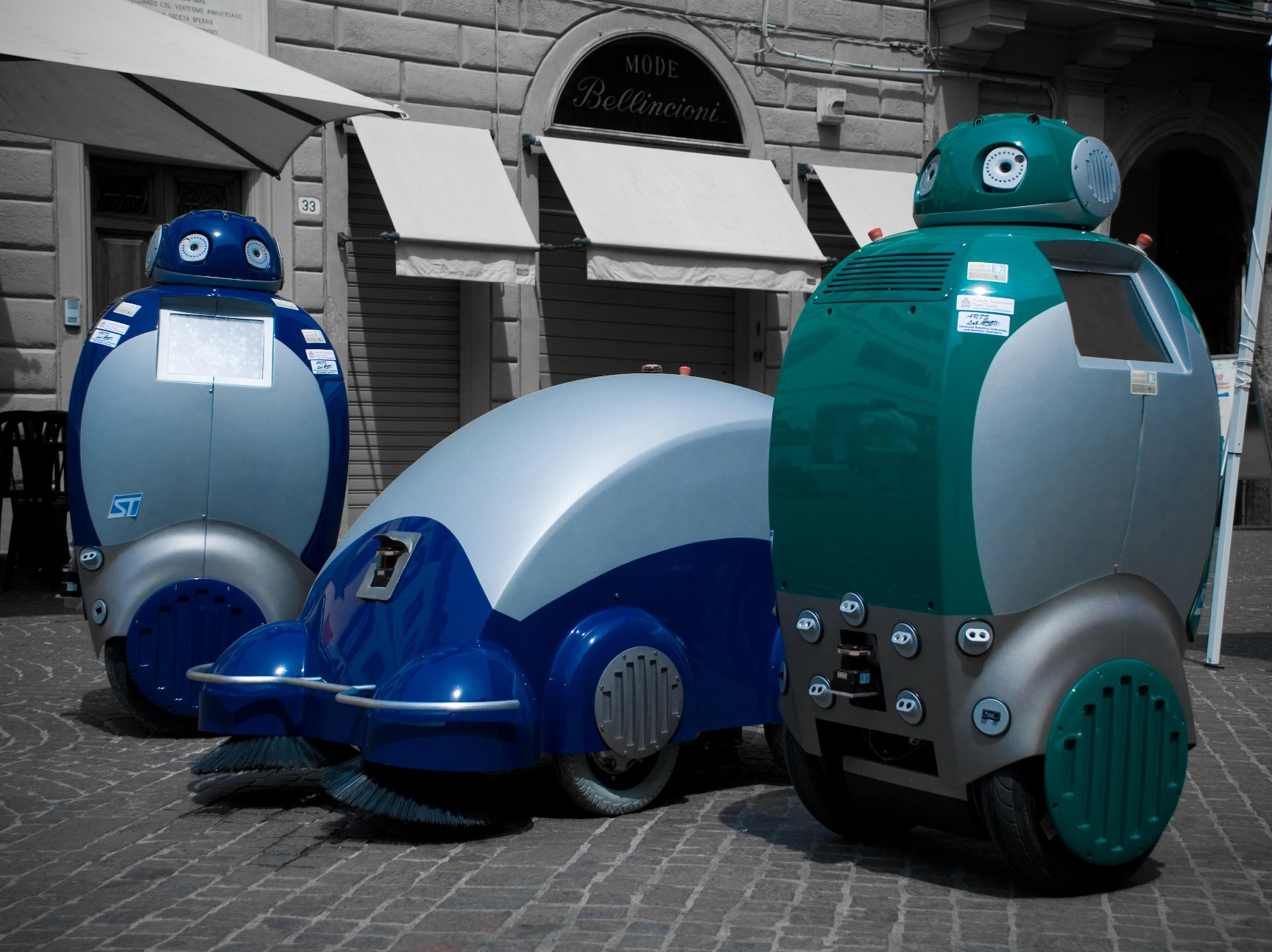
Dustbots

Dustbot据称是世界上第一款根据指令收集垃圾的机器人。可以随时通过电话和短信向Dustbot发送指令。计算得到打电话者的位置后，Dustbot被派往此位置。Dustbot抵达之后，用户在Dustbot面板上输入垃圾类型，然后机器人将垃圾类型指令输送到垃圾桶。 然后Dustbot打开自己的垃圾仓，收集垃圾，送到指定区域。
Dustbot系列包括DustCart、DustClean種機器人，可以用于城市里卡车难以到达的密集区域，比如欧洲一些城市的老城区。Dustbot可以在卡车难以进入的狭窄的街道服务。 DustClean机器人也可以清扫街道、吸尘和测量污染水平。

## 技术
Dustcart机器人的垃圾桶的容量为40（88英磅）。
這種機器人有不同的本地化设置，利用GPS导航，并结合预装的地图，利用陀螺仪保持直立，利用超声、红外和激光传感器避免与静止的或移动的障碍物相撞。此外它還装有许多空气质量传感器，用于检测空气污染，如果空气污染严重，它可以发出预警。采用机器人首要原因是便于监测污染和有毒气体，尤其是对于人无法感知的气体，或者也可以将机器人用在需要测定人长时间接触的污染气体的等情况下。污染气体的分布通过统计模型计算得到。
Dustbot系统通过无线网络与GPS和因特网通信。
2010年6月15日至8月7日，两个DustCart机器人部署在意大利佩乔利的村庄，提供“接到指令即登门收集已分类的垃圾”的服务。这一机器人系统便于使用，服务令人满意，提高了垃圾回收率。根据2010年9月27日布鲁塞尔ICT 2010 会议的报道，其主要缺点在于“服务慢，易出交通问题，容量低”，另外，“还是有些地方进不去”。